# George Marshall (cineasta)
George E. Marshall (Chicago, Illinois, 29 de dezembro de 1891 – Los Angeles, Califórnia, 17 de fevereiro de 1975), foi um cineasta estadunidense.

## Carreira
George Marshall iniciou sua carreira em Hollywood como ator, mas já em 1916 dirigia curtas-metragens, geralmente westerns, gênero em que se especializou juntamente com comédias. Foi também roteirista e, entre 1926 e 1932, afastou-se das câmeras para exercer funções de supervisão na Fox.
Do início de sua prolífica carreira, destacam-se os westerns Aventura no Far West (Hands Off, 1921) e Romeu A Cavalo (A Ridin' Romeu, 1921), ambos com Tom Mix e as comédias O Primeiro Engano (Their First Mistake, 1932) e Barqueiro de Voga (Towed in a Hole, 1932), ambas com O Gordo e o Magro, e Quem Mal Anda, Mal Acaba (You Can't Cheat an Honest Man, 1939), com W. C. Fields. Durante os vinte anos seguintes, Marshall estaria no grupo dos diretores mais importantes de Hollywood, graças a comédias como Castelo Sinistro (The Ghost Breakers, 1940), Monsieur Beaucaire (Monsieur Beaucaire, 1946) e Um Conde em Sinuca (Fancy Pants, 1950), todas com Bob Hope, Ninho da Serpente (Murder, He Says, 1945), com Fred MacMurray, e Amiga da Onça (My Friend Irma, 1949), com a dupla Jerry Lewis e Dean Martin. Destacam-se também o film noir A Dália Azul (The Blue Dahlia, 1946) com Alan Ladd e Veronica Lake e os westerns Atire a Primeira Pedra (Destry Rides Again, 1939), com Marlene Dietrich e James Stewart e O Irresistível Forasteiro (The Sheepman, 1958), com Glenn Ford e Shirley MacLaine, este um enorme sucesso de público. Sua última dezena de filmes sofreu uma brusca queda de qualidade, resultado de sua idade já avançada.
Marshall morreu de pneumonia três dias antes de ser incluído no Hall da Fama da Academia de Artes e Ciências Cinematográficas, tendo feito aproximadamente cem filmes.

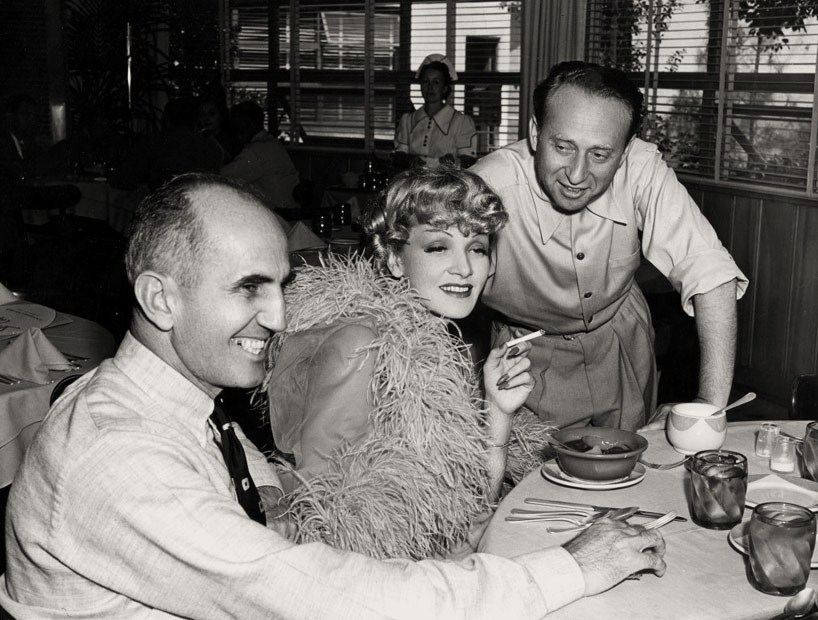
George Marshall ao lado de Marlene Dietrich e o produtor Joe Pasternak, durante as filmagens de Destry Rides Again em 1939

## Filmografia
Todos os títulos em português se referem a exibições no Brasil. Foram omitidos os curtas-metragens e os filmes do cinema mudo.
- 1934 Desde Eva (Ever Since Eve)
- 1934 Ela e os Três Marujos (She Learned About Sailors)
- 1934 Sedução do Ouro (Wild Gold)
- 1934 365 Dias em Hollywood (365 Nights in Hollywood)
- 1935 Simplório Afortunado (Ten Dollars Raise)
- 1935 A Vida Começa aos 40 (Life Begins at 40)
- 1935 Os Dois Campeões (In Old Kentucky)
- 1935 A Mágica da Música (Music Is Magic)
- 1935 Guerra Sem Quartel (Show Them No Mercy)
- 1936 Mensagem a Garcia (A Message to Garcia)
- 1936 Can This Be Dixie?
- 1936 O Crime do Doutor Forbes (The Crime of Dr. Forbes)
- 1937 Nancy Steele Desapareceu (Nancy Steele Is Missing)
- 1937 Romance Entre Balas (Love Under Fire)
- 1938 Goldwyn Follies (The Goldwyn Follies)
- 1938 Casaremos Amanhã (Battle of Broadway)
- 1938 Agarre Esta Normalista (Hold That Co-Ed)
- 1939 Atire a Primeira Pedra (Destry Rides Again)
- 1939 Quem Mal Anda, Mal Acaba (You Can't Cheat an Honest Man)
- 1940 A Vingança dos Daltons (When the Daltons Rode)
- 1940 Castelo Sinistro (The Ghost Breakers)
- 1941 Gloriosa Vingança (Texas)
- 1941 Ouro do Céu (Pot o' Gold)
- 1942 O Vale do Sol (Valley of the Sun)
- 1942 Clarão no Horizonte (The Forest Rangers)
- 1942 Coquetel de Estrelas (Star Spangled Rhythm)
- 1943 Dois Solteiros em Apuros (True to Life)
- 1943 Sultana de Sorte (Riding High)
- 1944 Quero Você Morena (And the Angels Sing)
- 1945 Ninho da Serpente (Murder, He Says)
- 1945 Agarre Esta Loura (Hold That Blonde)
- 1945 Chispa de Fogo (Incendiary Blonde)
- 1946 A Dália Azul (The Blue Dahlia)
- 1946 Monsieur Beaucaire (Monsieur Beaucaire)
- 1947 Miragem Dourada (Variety Girl)
- 1947 Minha Vida, Meus Amores (The Perils of Pauline)
- 1948 Raízes da Paixão (Tap Roots)
- 1948 Escrava do Pano Verde (Hazard)
- 1949 Amiga da Onça (My Friend Irma)
- 1950 Perdida de Amor (Never a Dull Moment)
- 1950 Um Conde em Sinuca (Fancy Pants)
- 1951 Eu Quero um Milionário (A Millionaire for Christy)
- 1952 Trágica Emboscada (The Savage)
- 1953 O Promotor de Encrencas (Off Limits)
- 1953 Morrendo de Medo (Scared Stiff)
- 1953 Houdini, o Homem Miraculoso (Houdini)
- 1953 A Barbada do Biruta (Money from Home)
- 1954 Ligas Encarnadas (Red Garters)
- 1954 Duelo na Selva (Duel in the Jungle)
- 1954 Antro da Perdição (Destry)
- 1955 Sua Excelência, o Sexo (The Second Greatest Sex)
- 1956 Pilastras do Céu (Pillars of the Sky)
- 1957 O Renegado do Forte Petticoat (The Guns of Fort Petticoat)
- 1957 Mombasa, a Selva Negra (Beyond Mombasa)
- 1957 O Bamba do Regimento (The Sad Sack)
- 1958 O Irresistível Forasteiro (The Sheepman)
- 1958 General de Imitação (Imitation General)
- 1959 Como Fisgar um Marido (The Mating Game)
- 1959 Começou com um Beijo (It Started With a Kiss)
- 1959 Sem Talento Para Matar (The Gazebo)
- 1961 Uma Certa Casa de Chá em Kyoto (Cry for Happy)
- 1962 A Conquista do Oeste (How the West Was Won); segmento A Ferrovia (The Railroad)
- 1962 O Sétimo Mandamento (The Happy Thieves)
- 1963 O Estado Interessante de Papai (Papa's Delicate Condition)
- 1963 Desespero D'Alma (Dark Purpose ou L'Intrigo); co-dirigido com Vittorio Sala
- 1964 Avance Para a Retaguarda (Advance to the Rear)
- 1966 Por Causa de uma Francesinha (Boy, Did I Get a Wrong Number!)
- 1967 Um Viúvo do Barulho (Eight on the Lam)
- 1968 As Maliciosas Aventuras de uma Loira (The Wicked Dreams of Paula Schultz)
- 1969 De Caniço e Samburá (Hook, Line & Sinker)